# Campo tensorial
Em matemática, física e engenharia, um campo tensorial atribui um tensor para cada ponto de um espaço matemático (normalmente um espaço euclidiano ou uma variedade). Campos tensoriais são usados em geometria diferencial, geometria algébrica, na relatividade geral, na análise das tensões e resistência e deformações em materiais, e em inúmeras aplicações nas ciências físicas e engenharia. Como um tensor é uma generalização de um escalar (um número puro representando um valor, como o comprimento) e um vector (a seta geométrica no espaço), um campo tensor é uma generalização de um campo escalar ou campo de vectores que atribui, respectivamente, uma escalar ou vector, para cada ponto do espaço.
Muitas estruturas matemáticas informalmente chamados de "tensores 'são na verdade' 'campos tensores. Um exemplo é o tensor de curvatura de Riemann.

## Introdução geométrica
Intuitivamente, um vetor é melhor visualizado como uma 'flecha' ligada a cada ponto de uma região, com tamanho e direção variáveis. Um exemplo de campo vetorial em um espaço curvo é um mapa das condições atmosféricas mostrando a velocidade horizontal do vento em cada ponto da superfície da Terra.
A ideia geral de um campo tensorial combina a necessidade de uma geometria mais rica – por exemplo, um  elipsoide variando de ponto a ponto, no caso de um Tensor métrico – com a ideia de que não queremos que nossa noção dependa de um método particular de mapear a superfície. Ela deve ser independente da latitude e longitude, ou de qualquer "projeção cartográfica" particular que estivermos usando para introduzir coordenadas numéricas.